# Mama (socken)
Mama (kinesiska: 麻麻, 麻麻门巴民族乡) är en socken i Kina. Den ligger i den autonoma regionen Tibet, i den sydvästra delen av landet, omkring 210 kilometer söder om regionhuvudstaden Lhasa.